# Uramba somala
Uramba somala là một loài chân đều trong họ Porcellionidae. Loài này được Arcangeli miêu tả khoa học năm 1939.